# Unimatrice zero
„Unimatrice zero” (titlu original: „Unimatrix Zero) este un episod în două părți din al șaselea sezon și al șaptelea sezon al serialului TV american științifico-fantastic Star Trek: Voyager și al 146-lea și al 147-lea episod în total. A avut premiera la 24 mai 2000 (ultimul episod al sezonului șase) și la 4 octombrie 2000 (primul episod al sezonului șapte) pe canalul UPN și mai târziu a fost lansat pe DVD.
Nava USS Voyager a Flotei Stelare, blocată de cealaltă parte a galaxiei, întâlnește din nou o rasă de organisme cibernetice numită Borg în timp ce nava călătorește înapoi spre Pământ.

## Prezentare
Janeway, B'Elanna și Tuvok se infiltrează la bordul unui Cub Borg  pentru a salva drone ce încearcă să-și dezvolte individualitatea. În partea a II-a, cei trei sunt asimilați de către rasa Borg în timp ce încearcă să salveze grupul de drone care au căpătat individualitate.

## Actori ocazionali
- Susanna Thompson - Borg Queen
- Mark Deakins - Axum
- Jerome Butler - General Korok
- Joanna Heimbold - Laura
- Ryan Sparks - Alien Child
- Tony Sears - Borg Drone
- Andrew Palmer - Errant Drone
- Clay Storseth - Alien Man